# 양성 이씨
양성 이씨(陽城李氏)는 경기도 안성시 양성면을 본관으로 하는 한국의 성씨이다.

## 역사
양성 이씨의 시조 이수광(李秀匡)은 송나라 사람으로 고려에 와서 문종 조에 벼슬길에 올라 삼중대광보국(三重大匡輔國)에 이르렀고, 양성군(陽城君)에 봉해졌다.
《갑자보(甲子譜)》 세록(世錄)편에 따르면, 능란한 외교술로 거란과의 외교를 성공시켜 정난공신(定難功臣)으로 책훈되었고, 그에 대해 양성(陽城)을 식읍으로 하사받아 관향을 양성으로 삼게 되었다고 전한다. 현대에는 이동원(李東元) 제12대 외무부장관을 배출하였다.

## 분파
- 일시중파(一侍中派)
- 이시중파(二侍中派)
- 삼시중파(三侍中派)
- 상서파(尙書派)
- 한성윤파(漢城尹派)
- 총제파(摠制派)
- 판사파(判事派)
- 군사파(郡事派)
- 소윤파(少尹派)

## 인물

### 정재계
| 성함           | 직업   | 학력                          | 직위                  |  |
| -------------- | ------ | ----------------------------- | --------------------- |  |
| 이동원(李東元) | 정치인 | 옥스퍼드 대학교 정치학 박사   | 제12대 외무부 장관    |  |
| 이용호(李龍鎬) | 정치인 | 서울대학교 상학 학사          | 제11·12대 국회의원    |  |
| 이희규(李熙圭) | 정치인 | 롱아일랜드 대학교 정치학 석사 | 제16대 국회의원       |  |
| 이호원(李鎬元) | 법조인 | 서울대학교 법학 학사          | 제29대 서울가정법원장 |  |
| 이상범(李湘範) | 교육인 | 컬럼비아 대학교 경영학 박사   | 서울시립대학교총장    |  |

### 배우
- 이영애: 여자 배우.
- 이동민: 남자 배우.

### 가수
- 이용석: 남자 가수.

### 성우
- 이호산: 남자 성우.

### 아나운서
- 이규원: 여자 아나운서.

## 인구
- 1985년 9,245가구 38,302명
- 2000년 13,721가구 44,402명
- 2015년 55,246명

## 집성촌
- 경기도 포천시 이동면 도평리
- 경기도 안성시 공도면 마정리
- 경기도 안성시 원곡면 죽백리
- 경기도 화성시 서신면 광평리
- 경기도 양평군 단월면 덕수리
- 경기도 양평군 개군면 주읍리
- 충청북도 충주시 대소원면 매현리
- 충청북도 진천군 진천읍 행정리
- 전라남도 순천시 쌍암면 평중리
- 전라남도 장성군 남면 일원
- 경상북도 의성군 구천면 위성리
- 경상북도 선산군 산동면 인덕동